# Daniël van den Bergh
Daniël van den Bergh (Geffen, 1794 – Oss, 1866) was een Nederlands zakenman uit het geslacht Van den Bergh. Hij was de oprichter van een textielbedrijf dat later bekend zou worden als Bergoss.
Van den Bergh werd geboren als zoon van de winkelier Zadok van den Bergh en Elisabeth van der Wielen. In 1856 begon hij in Oss een wattenmolen, waar lompen werden vermalen tot vulling voor kussens, kleding en doorgestikte dekens.
Zijn zoon, Jacob van den Bergh, bouwde het bedrijf verder uit.

## Persoonlijk
Van den Bergh trouwde in 1830 met Beeld-Betje Nagman Cohen uit Leeuwarden, met wie hij twee kinderen kreeg. Zijn broer Simon van den Bergh stond mede aan de wieg van het Unilever-concern. Zijn kleinzoon Arnold van den Bergh was notaris te Amsterdam.